# Fi 98 (航空機)
フィーゼラー Fi 98
フィーゼラー Fi 98、1935年
- 用途：急降下爆撃機
- 製造者：フィーゼラー
- 生産数：1機
- 運用状況：試作のみ

フィーゼラー Fi 98（Fieseler Fi 98）は、ドイツのフィーゼラー社でヘンシェル Hs 123との競合機として製造された地上攻撃機の試作機である。

## 設計と開発
フィーゼラー社は、1934年2月11日にドイツ航空省から発行された「低高度攻撃と急降下爆撃用の堅牢な複葉機」という要求仕様に応じてこの機体を開発した。
本格的な新型急降下爆撃機開発と並行して計画された、従来の複葉機を全金属製とした緊急計画という位置づけであり、フィーゼラー社とヘンシェル社が設計案を提出した。しかしヘンシェル社のHs 123が板状の翼間支柱や空力的に洗練された胴体を持っていたのに対し、Fi 98は張り線と支柱を多用した古典的な複葉機であり、Fi 98はHs 123の開発バックアップ用と位置付けられた。
2機の試作機が発注され、1号機のFi 98aは1935年初頭に初飛行した。空軍のレヒリン飛行場で飛行テストが行われたが、空軍の関心は薄く試作2号機の完成前に不採用が決定した。
大日本帝国海軍にも売り込みが行われたが、こちらも成功していない。

## 要目
（Fi 98a）
- 乗員：1名[1]
- 全長：7.40 m (24 ft 3 in)[1]
- 全幅：11.50 m (37 ft 8 in)[1]
- 全高：3.00 m (9 ft 10 in)[1]
- 翼面積：25.50 m2[1]
- 空虚重量：1,450 kg (3,197 lb)[1]
- 全備重量：2,160 kg (4,760 lb)[1]
- エンジン：1 × BMW 132 A-3 星型エンジン (650 hp)[1]
- 最高速度：295 km/h （高度2,000 m時） (183 mph at 6,560 ft)[1]
- 巡航速度：269 km/h (168 mph)
- 実用上昇限度：9,000 m (29,500 ft)[1]
- 航続距離：470 km (290 mi)[1]
- 武装（提案）：
  - 2 x 7.9mm MG 17 機関銃（前方固定）
  - 4 x 50 kg (110 lb) 爆弾